# 형이상학 서설 (칸트)
《형이상학 서설》(독일어: Prolegomena zu einer jeden künftigen Metaphysik, die als Wissenschaft wird auftreten können)은 독일의 철학자 이마누엘 칸트가 《순수이성비판》의 초판을 출간하고 2년 후인 1783년에 출간한 책이다. 칸트의 짧은 저술의 하나로, 《순수이성비판》의 주요 결론에 대하여 요약하고 있으며, 여기에는 종종 《순수이성비판》에서 사용하지 않았던 논증이 사용되었다. 칸트는 여기서 지성의 연속적 능력과 그 원리에 대한 《순수이성비판》의 "종합적인" 고찰에 대비되는 "분석적인" 것으로서 그의 접근 방식을 특징짓는다.
이 책은 논쟁의 성격도 지닌다. 칸트는 《순수이성비판》에 대한 낮은 평가에 대하에 실망하였고, 거기서 다뤄진 과학으로서의 형이상학의 존재에 대한 비판적 연구의 중요성을 이 책에서 반복적으로 강조한다. 권말 부록은 《순수이성비판》에 대한 부정적 평가에 대한 반박을 포함한다.